# Betonová opona
Betonová opona (czes. betonowa kurtyna) – siódmy album czeskiej grupy Umbrtka. Został wydany w roku 2002.

## Lista utworów
1. "Kovostrojní symfonie"
2. "Důlní prachmatická vozba"
3. "Neopravitelní lidé"
4. "Laminátka"
5. "Poslední zvonění"
6. "Prostoupen lešením"
7. "Ideální dělník"
8. "Stavba mostu"
9. "Prapodivná čtvrť"
10. "Nový purpurový den"
11. "O šedé moudrosti"
12. "Tajné cesty komínů"
13. "Lesní kovovýroba"
14. "Teplárenský okruh"
15. "Umbrtka a hlupák"
16. "Práce rodí hrdiny"
17. "Opětovné uvědomění"